# Kanton Saint-Gervais-d'Auvergne

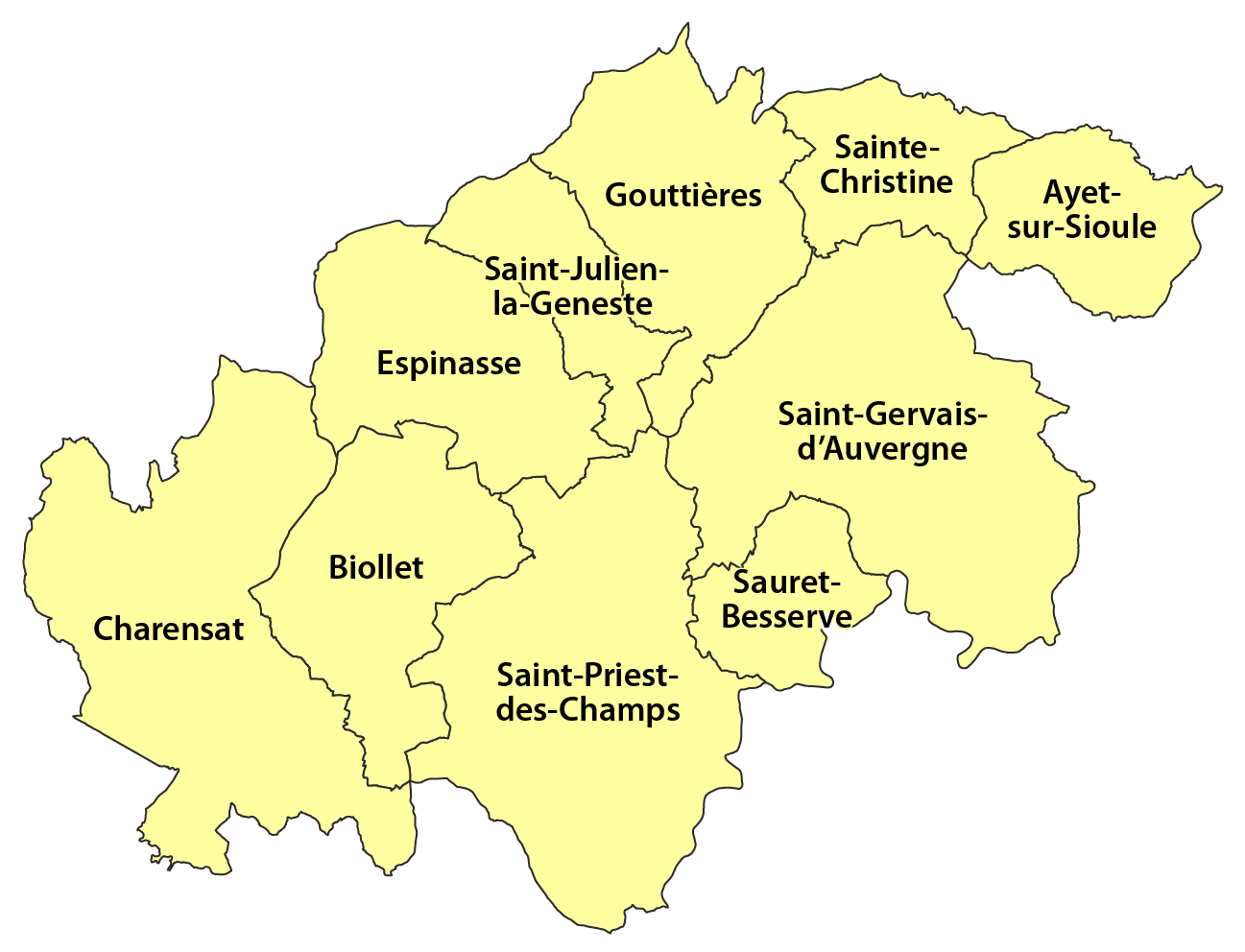
Les communes du canton de Saint-Gervais-d'Auvergne

Kanton Saint-Gervais-d'Auvergne (fr. Canton de Saint-Gervais-d'Auvergne) je francouzský kanton v departementu Puy-de-Dôme v regionu Auvergne. Tvoří ho 10 obcí.

## Obce kantonu
- Ayat-sur-Sioule
- Biollet
- Charensat
- Espinasse
- Gouttières
- Sainte-Christine
- Saint-Gervais-d'Auvergne
- Saint-Julien-la-Geneste
- Saint-Priest-des-Champs
- Sauret-Besserve